# Priscilla Frederick
Priscilla Frederick (sinh ngày 14 tháng 2 năm 1989 tại Queens, New York) là một vận động viên sinh ra ở Mỹ thi đấu quốc tế cho Antigua và Barbuda, người chuyên nhảy cao. Cô đại diện cho quốc gia đó tại Giải vô địch thế giới mà không đủ điều kiện cho trận chung kết. Ngoài ra, cô còn giành được huy chương bạc tại Đại hội Thể thao Pan American 2015.
Mặc dù sinh ra ở Hoa Kỳ, Frederick có hai quốc tịch do cha cô đến từ Antigua và Barbuda. Cho đến năm 2012, cô đại diện cho đất nước khai sinh của mình và thậm chí xếp thứ bảy trong các thử nghiệm Olympic Hoa Kỳ. Cô được nuôi dưỡng và cư trú tại khu Sicklerville của thị trấn Winslow, New Jersey.
Điểm tốt nhất của cá nhân cô trong sự kiện là 1,91 mét ngoài trời (Toronto 2015) và 1,90 mét trong nhà (Đảo Staten 2016). Cả hai đều là hồ sơ quốc gia hiện tại.
Frederick bắt đầu huấn luyện tại Đại học Princeton trong năm 2016-2017.

## Thành tích giải đấu
| Năm                             | Giải đấu                             | Địa điểm                        | Thứ hạng                        | Nội dung                        | Chú thích                       |
| Representing Antigua và Barbuda | Representing Antigua và Barbuda      | Representing Antigua và Barbuda | Representing Antigua và Barbuda | Representing Antigua và Barbuda | Representing Antigua và Barbuda |
| ------------------------------- | ------------------------------------ | ------------------------------- | ------------------------------- | ------------------------------- | ------------------------------- |
| 2014                            | Commonwealth Games                   | Glasgow, United Kingdom         | 13th (q)                        | High jump                       | 1.81 m                          |
| 2014                            | Pan American Sports Festival         | Mexico City, Mexico             | 4th                             | High jump                       | 1.80 m                          |
| 2014                            | Central American and Caribbean Games | Xalapa, Mexico                  | 2nd                             | High jump                       | 1.83 m                          |
| 2015                            | Pan American Games                   | Toronto, Canada                 | 2nd                             | High jump                       | 1.91 m                          |
| 2015                            | NACAC Championships                  | San José, Costa Rica            | 2nd                             | High jump                       | 1.88 m                          |
| 2015                            | World Championships                  | Beijing, China                  | 22nd (q)                        | High jump                       | 1.85 m                          |
| 2016                            | Olympic Games                        | Rio de Janeiro, Brazil          | 28th (q)                        | High jump                       | 1.89 m                          |
| 2018                            | Commonwealth Games                   | Gold Coast, Australia           | 5th                             | High jump                       | 1.87 m                          |